# Bergkarakara
Bergkarakara (Phalcoboenus megalopterus) är en fågel i familjen falkar inom ordningen falkfåglar.

## Utseende
Karakaror är stora falkar med breda och rundade vingar. Denna art är mycket tydligt tecknad i svart och vitt, med svart på huvud och bröst och vitt på stjärtspetsen. Ungfågeln är rätt lik chimangokarakaran, men skiljs på svart, ej ljus, näbb.

## Utbredning och systematik
Fågeln förekommer i höglänta områden med gräsmarker, så kallad páramo, från norra Peru till nordvästra Argentina och mellersta Chile. Den behandlas som monotypisk, det vill säga att den inte delas in i några underarter.

### Släktestillhörighet
Arten placeras traditionellt i släktet Phalcoboenus. Genetiska studier har dock visat att chimangokarakaran, traditionellt placerad i Milvago står nära arterna i Phalcoboenus. Eftersom de utgör en klad falkar som alla är relativt släkt samt att inget vetenskapligt släktesnamn finns beskrivet för chimangokarakaran har tongivande taxonomiska auktoriteten Clements et al istället valt att inkludera både Milvago och Phalcoboenus i Daptrius som har prioritet. Andra, som BirdLife International och IUCN, behåller Phalcoboenus men inkluderar chimangokarakaran däri.

## Levnadssätt
Bergkarakaran är en ovanlig till ganska vanlig fågel i Anderna. Den hittas i öppna miljöer som punaslätter och öken, ofta intill klippor, men kan även komma nära människan vid skidorter. Fågeln ses segla, kretsa och rolla lätt på uppåtvindarna.

## Status
Arten har ett stort utbredningsområde och beståndet anses vara stabilt. Internationella naturvårdsunionen IUCN listar den därför som livskraftig (LC).

## Bilder

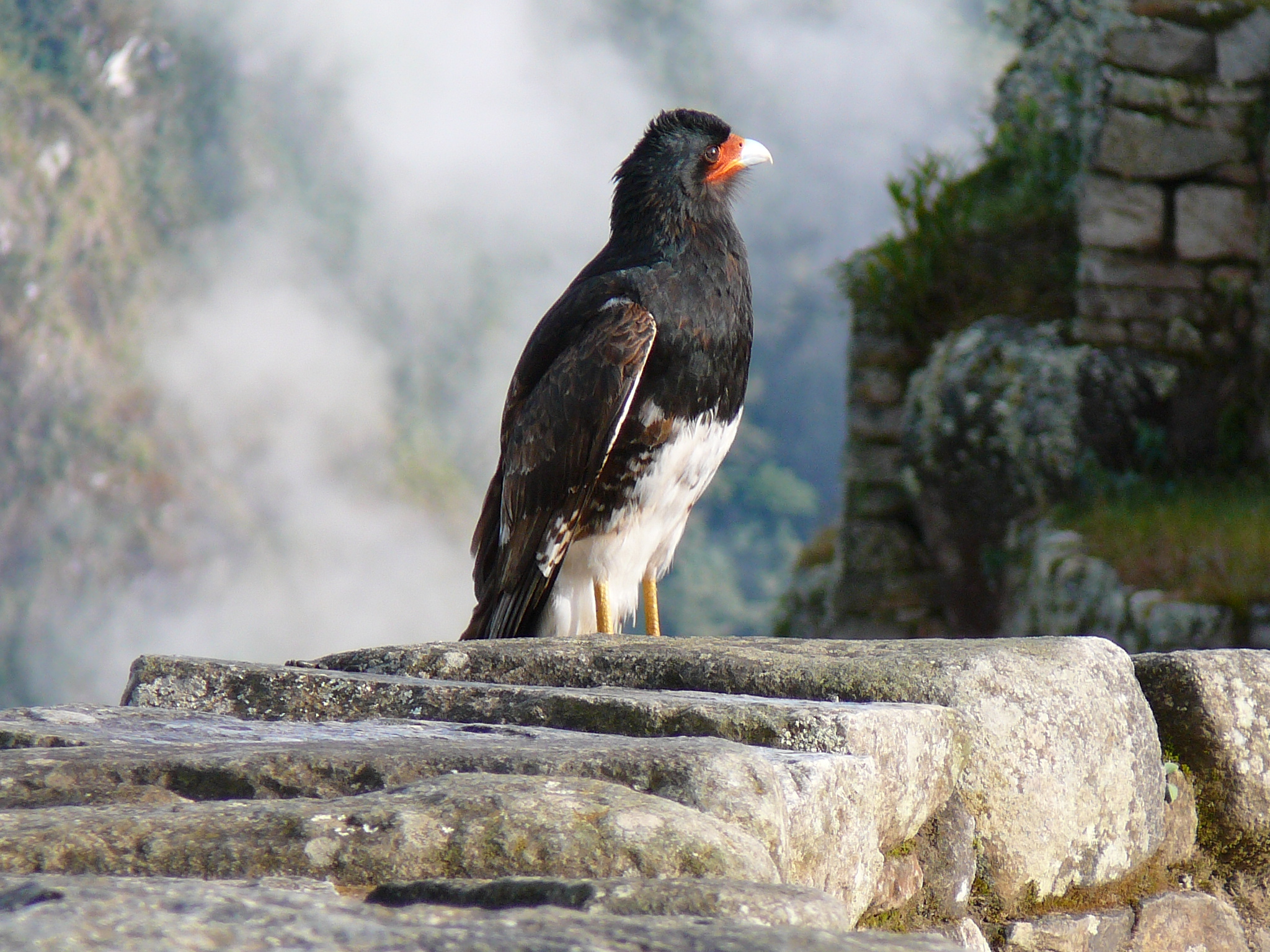
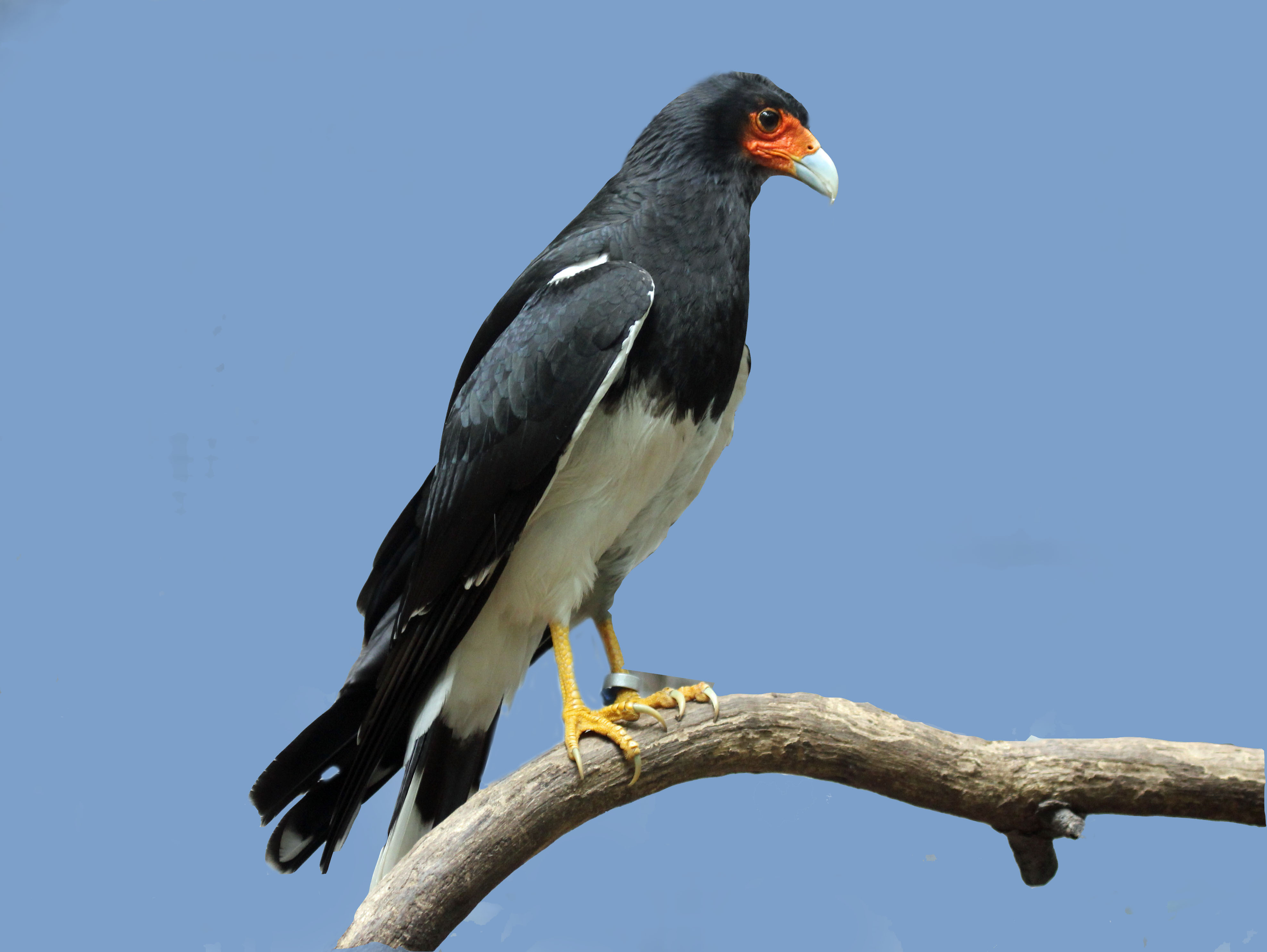
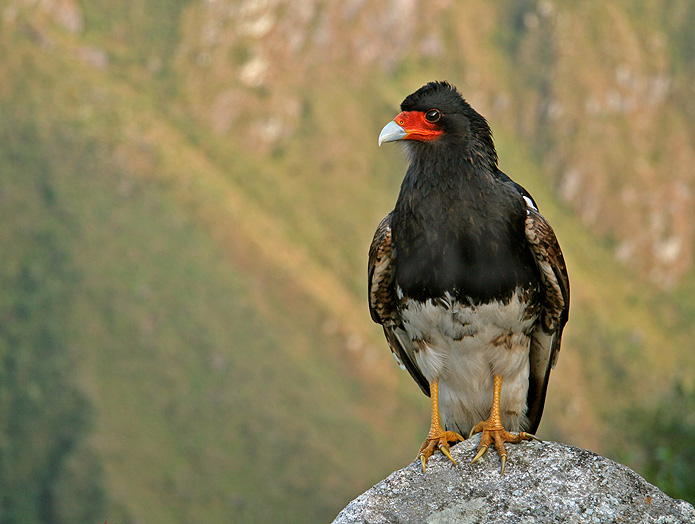